# Wspólnota administracyjna Lugau (Erzgebirge)
Wspólnota administracyjna Lugau (Erzgebirge) (niem. Verwaltungsgemeinschaft Lugau (Erzgebirge)) – wspólnota administracyjna w Niemczech, w kraju związkowym Saksonia, w okręgu administracyjnym Chemnitz, w powiecie Erzgebirgskreis. Siedziba wspólnoty znajduje się w mieście Lugau/Erzgeb.
Wspólnota administracyjna zrzesza jedno miasto oraz jedną gminę: 
- Lugau/Erzgeb.
- Niederwürschnitz

Do 31 grudnia 2012 do wspólnoty należała również gmina Erlbach-Kirchberg, która dzień później została włączona do miasta Lugau/Erzgeb. i tym samym stała się jego dzielnicą